# Ricardo Lleras Codazzi
Ricardo Lleras Codazzi (Bogotá, 10 de febrero de 1869-Flandes (Tolima), 18 de enero de 1941) fue un ingeniero de minas, geólogo, mineralogista y naturalista colombiano.

## Estudios
«Hizo sus estudios sucesivamente en la escuela primaria n.º 14, Liceo de Lleras, Colegio de San Bartolomé, Colegio Académico, Universidad Republicana —(transformada en 1913 en Universidad Libre (Colombia)— y Escuela de Minas». Posteriormente, fue «profesor de Química, Geología, Historia natural, etc. en distintas épocas, en el colegio Académico, en el Externado, en el Liceo Mercantil, en la Universidad Republicana, en la Universidad Nacional, en la Escuela de Comercio, en la Escuela Militar y en el Gimnasio Moderno».

## Biografía
Desde temprana edad manifestó una capacidad investigativa notable, que le dio renombre mundial en dos áreas: la geología y la mineralogía. Fue Director del Museo Nacional de Colombia.
Fue asiduo corresponsal de museos europeos y norteamericanos a los cuales enviaba muestras de rocas y minerales colombianos para sus colecciones. Contribuyente asiduo de numerosos diarios y revistas, Ricardo Lleras dejó una extensa obra escrita de centenares de publicaciones, que le hizo merecedor de la Legión de Honor de Francia, y que ha sido compilada y comentada por el geólogo, investigador y musicólogo colombiano Ricardo de la Espriella Castro. Fundó en compañía de otros ilustres bogotanos el colegio Gimnasio Moderno de Bogotá, del cual fue profesor por largo tiempo y donde montaba obras de teatro de su autoría. Sus alumnos, muchos de ellos colombianos ilustres, le dieron el cariñoso apodo de "Papá Rico", con el cual se le conocía comúnmente. De notable imaginación y gran conversador, Papá Rico dejó huella indeleble en quienes lo conocieron.
Ricardo Lleras tuvo que recluirse en sus últimos años en la población de Flandes (Tolima), debido a afecciones cardíacas, donde moriría. Casado con doña Rafaela Franco Parga, tuvo cuatro hijos: Hernando, ingeniero e inventor, casado con doña Isabel Montoya Restrepo; Rafael, ingeniero, casado con doña Elvira Cadena; Lucía, casada con el director de Aduanas de París, Sr. Antoine Pefferkorn; y Marila, casada con el químico Eduardo Lleras Codazzi.